# Concepción Huista
Concepción Huista est une ville du Guatemala dans le département de Huehuetenango.